# Futsalicious Essen
Futsalicious Essen (offiziell: Futsalicious Essen e. V.) ist ein deutscher Sportverein aus Essen in Nordrhein-Westfalen, der 2009 aus einer Futsalmannschaft von Studierenden der Universität Duisburg-Essen entstand und der erste Futsalverein der Stadt. Aktuell (Stand: Juli 2020) hat der Verein zwei Abteilungen und bietet seinen rund 100 Mitgliedern insgesamt vier Sportarten an: Futsal, Volleyball, Laufsport und (Kleinfeld-)Fußball.

## Geschichte
Die Gründung des Vereins ergab sich in direkter Linie aus dem ersten Futsal-Hochschulsportkurs an der Universität Duisburg-Essen, der erstmals 2005 angeboten wurde. Nachdem die daraus resultierende Mannschaft ab 2006 an verschiedenen studentischen Turnieren teilgenommen hatte, folgte im Jahr 2008 eine erste Teilnahme an der Futsal-Niederrheinliga des Fußballverbandes Niederrhein e.V. (FVN). Im folgenden Jahr 2009 wurde vom Verband kommuniziert, dass nur Vereinsmannschaften weiter am offiziellen Ligabetrieb würden teilnehmen können. So wurde am 5. September 2009 durch 15 Spieler und Freunde in einer Altenessener Dachgeschosswohnung der Verein Futsalicious Essen e.V. gegründet.
Von 2009 bis 2012 war Futsalicious Essen e.V. ein reiner Futsalverein. Neben einer Herrenmannschaft förderte der Verein ab 2010 durch einen Hochschulsportkurs für Frauen die Gründung einer Futsal-Damenmannschaft. Dann öffnete man sich weiteren Sportarten: 2012 wurde eine Abteilung für Tanz bzw. Jazz & Modern Dance (JMD) mit dem Spitznamen „Dancelicious“ gegründet. Seit 2015 unterstützt der Verein seine Mitglieder, die sich für Laufsport interessieren durch das „Runnerlicious“-Programm. 2017 gründete der Verein eine Abteilung für Volleyball, genannt „Schmetterlicious“. Und 2019 integrierte Futsalicious Essen auch Fußball, genauer: Kleinfeldfußball, in seine Futsal-Abteilung, unter dem Namen „Soccerlicious“.

## Abteilungen

### Futsal
Die Herren-Mannschaften von Futsalicious Essen nehmen seit 2008 ununterbrochen an den Futsal-Liga- und Futsal-Pokalwettbewerben des Fußballverbandes Niederrhein e.V. (FVN) teil. In den Saisons 2009/2010 und 2014/2015 nahm die (1.) Herren-Mannschaft, jeweils als amtierender Futsal-Niederrheinmeister, an der WFLV (heute WDFV) Futsalliga West teil. Seit 2014/2015 nehmen die Herren-Mannschaften zudem an den Futsal-Pokalwettbewerben des WFLV/WDFV teil.
Die Damen-Mannschaft, die „Futsalicious Essen Ladies“, nahmen von der Saison 2015/2016 bis einschließlich 2018/2019 an den Futsal-Liga- und Pokalwettbewerben des WFLV/WDFV, u. a. an der Frauen-Futsalliga West, teil. Aufgrund von unüberbrückbaren internen Querelen verließ das gesamte Damenteam zum Saisonende 2018/19 den Verein.
In den Saisons 2015/2016 und 2016/2017 stellte Futsalicious Essen gemeinsam mit dem PCF Mülheim und dem PSV Duisburg unter dem Namen „Futsal SG Ruhrgebiet West“ eine Spielgemeinschaft in der FVN Futsal-Landesliga.
Zur Saison 2019/2020 meldete Futsalicious Essen erstmals eine Herren-Mannschaft „Soccerlicious“ im Bereich Fußball zur FVN Ü32-Kleinfeldmeisterschaft an. Die Premierensaison wurde aufgrund der Corona-Pandemie abgebrochen.
Seit 2014 richtet Futsalicious Essen relativ regelmäßig ein eigenes Futsalturnier unter dem Namen „POKALICIOUS“ aus, an dem nationale und internationale Futsal-Mannschaften teilnehmen.

### Tanz / Jazz & Modern Dance
Zur Saison 2013 trat die Tanz-Formation „Dancelicious“ erstmals im Ligawettbewerb des Tanzsportverband Nordrhein-Westfalen (TNW) an. Über die Relegationsrunde gelang gleich im ersten Jahr der Aufstieg von der Landesliga in die Verbandsliga. In der zweiten Saison gelang 2014 mit dem Titel des TNW Verbandsligameisters West der erneute Aufstieg in die Oberliga West. Und in der dritten Saison 2015 erreichte die Formation „Dancelicious“ über eine weitere Relegationsrunde den Aufstieg in die TNW Regionalliga West für Jazz & Modern Dance.
Durch akuten Aktivenschwund folgte 2016/17 allerdings der Abstieg und das Ausscheiden aus dem JMD-Formationsligabetrieb. 2017 wurde eine Small-Group mit dem Namen „Dancelicious“ formiert, die erfolgreich zum Ranglistenturnier und Deutschlandpokal 2017 des Deutschen Tanzsportverbands (DTV) antrat.
Ende Juni 2020 wurde die Abteilung Tanz/Jazz & Modern Dance (Dancelicious) aufgrund ausfallender Wettbewerbsmöglichkeiten (durch die Corona-Pandemie) und akuten Nachwuchsmangel, aus „Altersgründen“, geschlossen.

### Volleyball
Die Mixed-Mannschaft „Schmetterlicious“ von Futsalicious Essen nimmt seit der Saison 2017/2018 am Hobbyvolleyball-Ligawettbewerb der BFS-Ruhr (unter dem Dach des Westdeutschen Volleyball-Verbands (WVV)) teil. 2018/2019 errang die Mixed-Mannschaft den Meistertitel, verzichtete aber auf den Aufstieg. Beim Abbruch der Saison 2019/2020 aufgrund der Corona-Pandemie stand „Schmetterlicious“ erneut auf dem 1. Platz in der BFS-Ruhr Hobbyliga B.

## Erfolge & Platzierungen
- 2009: Futsal-Herren: FVN Futsal-Niederrheinmeister
- 2012: Futsal-Herren: Finalist 1. FVN Futsal-Niederrheinpokal
- 2013: Futsal-Herren: Finalist 2. FVN Futsal-Niederrheinpokal
- 2013/14: Futsal-Herren: FVN Futsal-Niederrheinmeister
- 2014: Formation „Dancelicious“: TNW Verbandsligameister Jazz & Modern Dance
- 2013/2014/2015: Formation „Dancelicious“: Dreifacher Aufstieg von der Landes- in die Regionalliga West JMD des TNW
- 2017: Futsal-Damen: Finalist 2. WDFV Frauen-Futsal-Pokal
- 2018: Futsal-Damen: Finalist 3. WDFV Frauen-Futsal-Pokal
- 2019: Volleyball-Mixed „Schmetterlicious“: Meister BFS-Ruhr Hobbyvolleyballliga Essen